# 遠山友随
遠山 友随（とおやま ともより）は、美濃苗木藩の第10代藩主。

## 略歴
延享4年2月5日（1747年3月15日）、第8代藩主の遠山友明の長男として江戸麻布の下屋敷で生まれた。
宝暦5年（1755年）、第9代藩主の遠山友清の順養子となり、
宝暦8年（1758年）2月27日、友清の嗣子となった。
明和元年（1764年）3月15日、将軍の徳川家治に御目見えした。
明和2年（1765年）12月18日、従五位下に叙任されて、近江守と称した。
安永6年（1777年）11月8日、養父の友清が隠居したため跡を嗣ぎ、大坂加番を勤め、藩政においては風紀の取締りなどに努めた。
安永7年（1778年）4月21日、藩主となって初めて苗木城へ来城した。
寛政元年（1789年）、当時領内の高山村に居住していた、お文・お銀の姉妹が、酒に耽溺して百姓の仕事をしない父親の文助に対し、嫁ぐことなく孝養を尽くしていることを聞いて、12月に米穀を与えて賞し、また年冬にも賞賜するところがあった。すなわち撫民奨励策の一つである。
このことを藩臣の伊東祐之が「孝女傳」で、「維姉維妹　卓出等倫　義操如雪　和順似春　遠市沽酒　絶険負薪　維姉維妹　天産俊民」と記している。
寛政2年（1790年）、諸士心得申渡書を作成し、家臣両人づつを呼び出して申し渡した。これは長く遠山家の家中心得として使用された。
その後、大坂加番に任じられたが、寛政4年（1792年）12月21日に職を辞した。
友随は子が無かったので、先代の遠山友清の嫡子であった虎五郎友福を養子として嗣子と定めたが、天明7年(1787年)に27歳で早世してしまった。
そのため、寛政4年（1792年）12月21日、友福の長男の左吉(友寿)に家督を譲って隠居した。
文政4年（1821年）7月8日、75歳で没し、中津川市苗木の遠山家廟所に埋葬された。